# Święty Hedda
Hedda (Hædde, Hedde, Haedda, Haeddi; urodzony w VII wieku, zm. 7 lipca 705) – średniowieczny anglosaski benedyktyn, przez blisko 30 lat był biskupem w Wesseksie, najpierw urzędował w Dorchesterze, a następnie w Winchesterze. Był jednym z doradców króla Iny.
Nieznane jest pochodzenie Heddy, wiadomo jedynie, że był benedyktynem, wykształconym w klasztorze św. Hildy w Whitby. Pojawia się w źródłach dopiero 676 roku, w chwili przyjęcia święceń biskupich z rąk Teodora z Tarsu, arcybiskupa Canterbury. Został wówczas mianowany biskupem Wessex. Najpierw urzędował w Dorchester, a następnie w 676 roku skierowano go do Winchester. Do Winchester przeniósł również relikwie założyciela diecezji Dorchester - biskupa Birinusa.
Kiedy Hedda zostawał biskupem Winchester, na tronie Wesseksu zasiadał Centwine. Jego następca – Caedwalla zmusił biskupa do opuszczenia Winchester. Hedda powrócił do Wesseksu dopiero po śmierci króla w 689 roku. Na tron Wesseksu wstąpił wówczas Ine. Młody władca zwrócił się do wykształconego Heddy z prośbą o pomoc przy tworzeniu kodeksu prawnego. Ustalony przez nich (przy współpracy ze św. Erconwaldem) zbiór praw jest najstarszym zachowanym kodeksem anglosaskim.
Hedda sprawował funkcję biskupa Winchester do swojej śmierci 7 lipca 705 roku. Pochowany został w katedrze w Winchesterze. Jego grób stał się ośrodkiem kultu i zasłynął z licznych cudów, a sam biskup został ogłoszony świętym. Dniem jego wspomnienia jest 7 lipca.
Następcą Heddy na stanowisku biskupa Winchester został biskup Daniel.